# Limbuš
Limbuš este o localitate din comuna Maribor, Slovenia, cu o populație de 2.022 de locuitori.